# ヴィルヘルム・マイバッハ
ヴィルヘルム・マイバッハ（ドイツ語: Wilhelm Maybach, 1846年2月9日 - 1929年12月29日）は、ドイツの自動車技術者である。

## プロフィール
ドイツのハイルブロンで生まれたマイバッハは、19世紀後半にゴットリープ・ダイムラーと共に軽量かつ高速な内燃機関の開発を行った。ダイムラー自動車会社（Daimler-Motoren-Gesellschaft）の技術部長として最初の近代的な自動車の設計製造で大きな役割を果たした。
1907年にダイムラー社を去り、ツェッペリン飛行船のためのエンジン製造会社「マイバッハ・モトーレンバウ（Maybach-Motorenbau GmbH ）」をフェルディナント・グラフ・フォン・ツェッペリンと共に設立したが、1929年にシュトゥットガルトで死亡した。のちにこの会社は大型高級車の生産も行なった。マイバッハによる民間向け乗用車は1940年モデルが最後となった。

## 部リンク
- Wilhelm Maybach - König der Konstrukteure  (Dokumentarfilm (45min.), 1995 im Auftrag der Mercedes-Benz AG, MTU Friedrichshafen und der Stadt Heilbronn)